# Jason Kapono
Jason Alan Kapono (* 4. Februar 1981 in Long Beach, Kalifornien) ist ein ehemaliger US-amerikanischer Basketballspieler, der die meiste Zeit seiner Profikarriere in der NBA aktiv war. Er war vor allem für seinen starken Distanzwurf bekannt; in 509 Spielen in der Liga kam Kapono auf eine durchschnittliche Dreier-Quote von 43,4 %.

## Karriere
Nachdem Kapono zwischen 1999 und 2003 für die University of California spielte, wurde er im NBA Draft 2003 an 31. Stelle von den Cleveland Cavaliers ausgewählt. Nach seiner Debütsaison bei den Cavs wurde er vom damaligen Expansionsteam Charlotte Bobcats verpflichtet. Nach nur einer Spielzeit bei den Bobcats wechselte er zu den Miami Heat, mit denen er 2006 die NBA-Meisterschaft gewann.
Im Rahmen des NBA All-Star Game 2007 gewann er den Three-Point Shootout. Zusätzlich wies er am Ende der NBA-Saison 2006/07 mit 51,4 % die beste Trefferquote jenseits der Dreipunktelinie auf.
Im Sommer 2007 wurde Kapono zum Free Agent. Am 11. Juli 2007 unterzeichnete er einen Vertrag bei den Toronto Raptors.
Auch bei den NBA All-Star Game 2008 gewann Kapono den Three-Point Shootout. Im letzten Durchgang traf er sensationelle 20 von 25 Würfen und stellte mit 25 Punkten einen neuen Rekord für die Finalrunde auf. Er neutralisierte damit den vor 22 Jahren aufgestellten Rekord von Craig Hodges. Zusätzlich hatte er in der NBA-Saison 2007/08 mit 48,3 % wiederum die beste Wurfquote von der Dreipunktelinie.
Am 9. Juni 2009 wurde Kapono im Tausch gegen Reggie Evans an die Philadelphia 76ers abgegeben. Nach dem Ende seines Vertrages bei den Sixers wurde Kapono von den Los Angeles Lakers unter Vertrag genommen.
Die Lakers transferierten Kapono im März 2012 zu den Cleveland Cavaliers. Diese lösten den Vertrag mit ihm jedoch auf.
Im November 2012 wechselte er zu Panathinaikos Athen, verließ den Verein jedoch nur wenige Monate später im März 2013. Grund hierfür war seine geringe Einsatzzeit. Am 28. Mai 2014 gab er sein Karriereende als Profi-Basketballer bekannt.

## Erfolge
- NBA-Meisterschaft: 2006
- Griechischer Pokalsieger: 2013
- Weltmeister U21: 2001

## Auszeichnungen
- All-Pac 10 1st Team: 2000, 2001, 2002, 2003
- Gewinner des NBA All-Star Weekend Three-Point Shootout: 2007, 2008